# 라비앙로즈 (La Vie en Rose)
"라비앙로즈 (La Vie en Rose)"는 2018년 공개된 아이즈원의 노래로, 이들의 첫 번째 미니 음반 COLOR*IZ의 타이틀 곡이다. 프랑스어: la vie en rose는 ‘장밋빛 인생’이라는 뜻이다.
CLC가 2018년 2월 발매한 BLACK DRESS 이후 활동할 곡으로 녹음까지 마친 상태였으나 활동 계획이 무산된 후 이 노래는 가사가 바뀌어 아이즈원이 부르게 되었다.

## 차트
| 차트 (2018)                   | 최고 순위 |
| ----------------------------- | --------- |
| 대한민국 (가온 다운로드 차트) | 3         |